# Halterofilismo nos Jogos Olímpicos de Verão de 1984
O halterofilismo nos Jogos Olímpicos de Verão de 1984 foi realizado entre 29 de julho e 8 de agosto, em Los Angeles, nos Estados Unidos, com dez eventos disputados, todos masculinos. As competições ocorreram no Albert Gersten Pavilion. Um total de 186 atletas de 48 nações participou. Também contou como Campeonato Mundial de Halterofilismo de 1984. Apenas as medalhas no total foram contabilizadas para os Jogos Olímpicos, enquanto as medalhas do arranque e do arremesso também foram consideradas para os campeonatos mundiais de halterofilismo.
A competição de levantamento de peso nos Jogos Olímpicos de 1984 foi profundamente afetada pelo boicote do Bloco Oriental, já que quase todos os principais levantadores do mundo eram da Europa Oriental, especialmente da União Soviética e da Bulgária. Simultaneamente às Olimpíadas de 1984, as nações boicotadoras realizaram seus próprios Jogos da Amizade, e a maioria das marcas alcançadas nesses Jogos foi muito superior às registradas nas Olimpíadas de Los Angeles.

## Eventos do halterofilismo
Masculino: até 52 kg | até 56 kg | até 60 kg | até 67,5 kg | até 75 kg | até 82,5 kg | até 90 kg | até 100 kg | até 110 kg | acima de 110 kg

## Mosca (–52 kg)
| Pos. | País        | Atletas          | Marca    |
| ---- | ----------- | ---------------- | -------- |
|      | China (CHN) | Zeng Guoqiang    | 235,0 kg |
|      | China (CHN) | Zhou Peishun     | 235,0 kg |
|      | Japão (JPN) | Kazushito Manabe | 232,5 kg |

## Galo (–56 kg)
| Pos. | País        | Atletas         | Marca    |
| ---- | ----------- | --------------- | -------- |
|      | China (CHN) | Wu Shude        | 267,5 kg |
|      | China (CHN) | Lai Runming     | 265,0 kg |
|      | Japão (JPN) | Masahiro Kotaka | 252,5 kg |

## Pena (–60 kg)
| Pos. | País               | Atletas       | Marca    |
| ---- | ------------------ | ------------- | -------- |
|      | China (CHN)        | Chen Weiqiang | 282,5 kg |
|      | Romênia (ROM)      | Gelu Radu     | 280,0 kg |
|      | Taipé Chinês (TPE) | Tsai Wen-Yee  | 272,5 kg |

## Leve (–67,5 kg)
| Pos. | País            | Atletas       | Marca    |
| ---- | --------------- | ------------- | -------- |
|      | China (CHN)     | Yao Jingyuan  | 320,0 kg |
|      | Romênia (ROM)   | Andrei Socaci | 312,5 kg |
|      | Finlândia (FIN) | Jouni Grönman | 312,5 kg |

## Médio (–75 kg)
| Pos. | País                     | Atletas                | Marca    |
| ---- | ------------------------ | ---------------------- | -------- |
|      | Alemanha Ocidental (FRG) | Karl-Heinz Radschinsky | 340,0 kg |
|      | Canadá (CAN)             | Jacques Demers         | 335,0 kg |
|      | Romênia (ROM)            | Dragomir Ciorosian     | 332,5 kg |

## Pesado-ligeiro (–82,5 kg)
| Pos. | País            | Atletas       | Marca    |
| ---- | --------------- | ------------- | -------- |
|      | Romênia (ROM)   | Petre Becheru | 355,0 kg |
|      | Austrália (AUS) | Robert Kabbas | 342,5 kg |
|      | Japão (JPN)     | Ryoji Isaoka  | 340,0 kg |

## Meio-pesado (–90 kg)
| Pos. | País               | Atletas       | Marca    |
| ---- | ------------------ | ------------- | -------- |
|      | Romênia (ROM)      | Nicu Vlad     | 392,5 kg |
|      | Romênia (ROM)      | Dumitru Petre | 360,0 kg |
|      | Grã-Bretanha (GBR) | David Mercer  | 352,5 kg |

## Pesado I (–100 kg)
| Pos. | País                     | Atletas       | Marca    |
| ---- | ------------------------ | ------------- | -------- |
|      | Alemanha Ocidental (FRG) | Rolf Milser   | 385,0 kg |
|      | Romênia (ROM)            | Vasile Groapă | 382,5 kg |
|      | Finlândia (FIN)          | Pekka Niemi   | 367,5 kg |

## Pesado II (–110 kg)
| Pos. | País                 | Atletas             | Marca    |
| ---- | -------------------- | ------------------- | -------- |
|      | Itália (ITA)         | Norberto Oberburger | 390,0 kg |
|      | Romênia (ROM)        | Stefan Tasnadi      | 380,0 kg |
|      | Estados Unidos (USA) | Guy Carlton         | 377,5 kg |

## Superpesado (+110 kg)
| Pos. | País                     | Atletas           | Marca    |
| ---- | ------------------------ | ----------------- | -------- |
|      | Austrália (AUS)          | Dean Lukin        | 412,5 kg |
|      | Estados Unidos (USA)     | Mario Martinez    | 410,0 kg |
|      | Alemanha Ocidental (FRG) | Manfred Nerlinger | 397,5 kg |

## Quadro de medalhas
| Pos.                | País                   | Ouro | Prata | Bronze | Total |
| ------------------- | ---------------------- | ---- | ----- | ------ | ----- |
| 1                   | CHN China              | 4    | 2     | 0      | 6     |
| 2                   | ROM Romênia            | 2    | 5     | 1      | 8     |
| 3                   | FRG Alemanha Ocidental | 2    | 0     | 1      | 3     |
| 4                   | AUS Austrália          | 1    | 1     | 0      | 2     |
| 5                   | ITA Itália             | 1    | 0     | 0      | 1     |
| 6                   | USA Estados Unidos     | 0    | 1     | 1      | 2     |
| 7                   | CAN Canadá             | 0    | 1     | 0      | 1     |
| 8                   | JPN Japão              | 0    | 0     | 3      | 3     |
| 9                   | FIN Finlândia          | 0    | 0     | 2      | 2     |
| 10                  | GBR Grã-Bretanha       | 0    | 0     | 1      | 1     |
| 10                  | TPE Taipé Chinês       | 0    | 0     | 1      | 1     |
| Total (11 entradas) | Total (11 entradas)    | 10   | 10    | 10     | 30    |